# Aska, Vadstena kommun
Aska är en by i Hagebyhöga socken i Vadstena kommun i Östergötland, belägen ganska nära den gamla huvudvägen från Dals härad som via Sjökumla gick vidare till Motala och vidare norrut.  
Aska by (villa ascum, latin) omnämns första gången 16 oktober 1323 i samband med stadfästelsen av en gåva från riddaren Svantepolk till Hagebyhöga kyrka avseende en lägenhet (Tjärntorp) i Aska by med åker och äng. I ett brev utfärdat den 19 maj 1361 förekommer en fasteman bosatt in Askum.
Aska var sannolikt Aska härads första tingsställe. En annan möjlighet är att det var Asks by i Asks socken. Båda byarna har ett centralt läge inom den gamla slättbygden i Aska härad.
I Aska by ligger Askahögen med den 2013 funna Askahallen och fyndet 2020 av 23 så kallade guldgubbar.